# Left 4 Dead
Left 4 Dead (doppeldeutiges deutsch in dem Kontext: „zum Sterben zurückgelassen“ oder „zurückgelassen bei den Toten“) ist ein überwiegend kooperativ gespielter Ego-Shooter von Turtle Rock Studios und Valve. Er wurde am 21. November 2008 weltweit veröffentlicht. Zuvor war das Spiel bereits am 18. November 2008 über die Spieleplattform Steam veröffentlicht worden. Obwohl geschnitten, ist im deutschen Handel nur eine Version ab 18 Jahren erhältlich. Valve hatte bereits vor der Veröffentlichung angekündigt, das Spiel mit Hilfe von Updates zu erweitern.
Ziel des Spiels ist es, in einer Gruppe aus vier Überlebenden je nach Kampagne eine Stadt beziehungsweise einen Landstrich zu verlassen, deren Bevölkerung durch eine Infektion zu aggressiven Zombies mutiert ist.

## Das Spiel

### Handlung
Die vier Überlebenden Francis, Zoey, Louis und Bill versuchen aus einer mit Zombies überfüllten Stadt zu fliehen, wobei sie je nach Szenario in andere Gebiete vordringen. Dabei werden sie von sogenannten Infizierten angegriffen. Je nach Gesundheitszustand werden durch den AI-Director (oder auch durch Interaktion der Spieler mit der Umgebung) Angriffe durch die Horde ausgelöst, hierbei greifen die Infizierten aus allen erdenklichen Richtungen in großer Zahl an. In den Levels finden sich in Form von Graffities und Aushängen Einblicke in die Hintergrundgeschichte.
Die Reise der Überlebenden ist in so genannte Kampagnen unterteilt, die aus mehreren Karten bestehen. Sie haben jeweils einen Zielort, an dem die Rettung wartet. Diese misslingt aber immer wieder, da beispielsweise die Rettungsperson infiziert ist.

#### Übersicht der Kampagnen in chronologischer Reihenfolge
| Deutscher Titel                                     | Originaltitel  | Anzahl Karten | Veröffentlichung |
| --------------------------------------------------- | -------------- | ------------- | ---------------- |
| Mercy Hospital                                      | No Mercy       | 5             | Nov. 2008        |
| Crash-Kurs                                          | Crash Course   | 2             | Sep. 2009        |
| Todeszone                                           | Death Toll     | 5             | Nov. 2008        |
| Flug zur Hölle                                      | Dead Air       | 5             | Nov. 2008        |
| Blutdurst                                           | Blood Harvest  | 5             | Nov. 2008        |
| The Sacrifice                                       | The Sacrifice  | 3             | Okt. 2010        |
| Nicht in die Chronologie passend Nur Survival-Modus |                |               |                  |
| Letztes Gefecht                                     | The Last Stand | 1             | Apr. 2009        |

### Infizierte
Die Infizierten im Spiel lassen sich zunächst einmal in gewöhnliche und besondere Infizierte unterteilen (engl.: common infected, CI; special infected, SI). Gewöhnliche Infizierte können nur im Nahkampf angreifen und richten dabei vergleichsweise wenig Schaden an. Allein in großer Anzahl, der sogenannten Horde, sind sie gefährlich. Die Horde wird durch bestimmte Ereignisse ausgelöst. Verheerender sind die besonderen Infizierten, von denen es fünf unterschiedliche Arten gibt. Bis auf den Boomer haben sie alle deutlich mehr Lebenspunkte als normale Infizierte. Die Smoker können mit ihren langen Zungen Überlebende über große Entfernungen fesseln und zu sich ziehen. Ein gefesselter Überlebender kann sich noch kurz wehren, bevor seine einzige Chance darin besteht, von einem anderen befreit zu werden. Mit ihrem Tod setzen sie eine Rauchwolke frei. Boomer explodieren, wenn sie (durch Schusswaffen o. Ä.) sterben. Dann oder wenn sie den Überlebenden nahe genug kommen, verteilen sie ihre Gallenflüssigkeit (engl.: boomer bile) auf die Überlebenden, was dazu führt, dass diese schlechter sehen können und das bevorzugte Ziel der Infizierten darstellen, zudem wird dadurch eine Horde gerufen. Der Hunter ist ein Infizierter, der sich springend über große Distanzen fortbewegen kann und durch das Springen auf einen Überlebenden diesen zu Boden wirft, sodass sich dieser nicht mehr wehren kann. Anschließend zerreißt er ihn mit seinen Klauen. Die Witch ist von weitem an ihrem kindlichen und Mitleid erregenden Weinen und Schluchzen zu erkennen. Solange man sie nicht durch Lärm, Licht, Berühren oder Angriffe aufschreckt, tut sie nichts. Wer eine Witch aufschreckt, wird von ihr verfolgt und sie versucht den Überlebenden zu Boden zu werfen. Hat sie das geschafft, fügt sie ihm großen Schaden zu, wobei sich dieser nur eingeschränkt wehren kann. Der Tank stellt ein Bossmonster dar, das viele Lebenspunkte hat und recht viel Schaden zufügt. Außerdem kann der Tank mit Mauerstücken werfen oder herumliegende Gegenstände, wie Autowracks oder Müllcontainer, herumschleudern, indem er gegen die besagten Gegenstände schlägt.
Besondere Infizierte können anhand zugeordneter Musik erkannt werden, die auch vor der Horde warnt.

### Waffen
Das Waffenarsenal von Left 4 Dead ist, verglichen mit anderen Valve-Spielen, überschaubar. Allerdings kann der Spieler mit jeder Waffe oder jedem Gegenstand in seinen Händen Zombies um sich herum wegstoßen und zur Not erschlagen. Als Primärwaffen haben die Überlebenden entweder eine Maschinenpistole (Uzi), eine manuelle oder automatische Schrotflinte, ein Sturmgewehr (M16) oder einen halbautomatischen Karabiner (Ruger Mini-14) mit Zielfernrohr als Scharfschützenwaffe bei sich (im Spiel als machine pistol, pump shotgun, automatic shotgun, assault rifle und hunting rifle bezeichnet). Als Sekundärwaffen gibt es nur eine Art von Pistole (Colt M1911), von denen die Spieler, sofern sie eine zweite finden, auch zwei gleichzeitig benutzen können. Der Vorteil ist hierbei die unbegrenzte Munition bei akzeptabler Wirkung im Ziel. Als Wurfgeschosse gibt es Molotowcocktails und Rohrbomben. Die Molotowcocktails erzeugen beim Aufschlagen eine brennende Benzinlache, die jeden gewöhnlichen Infizierten beim Passieren verbrennt und sofort außer Gefecht setzt; besondere Infizierte hingegen können auch brennend weiter agieren. Die Rohrbomben geben vor der Explosion in kürzer werdenden Intervallen ein Piepen und Blinken von sich, das eine große Menge Infizierte anlockt. Molotows eignen sich durch die andauernde Sperrwirkung der Benzinlache hervorragend für defensive Aktionen, während Rohrbomben besser offensiv zum Säubern eines Gebiets oder als Ablenkung genutzt werden. Des Weiteren können noch Gasflaschen und Benzinkanister gefunden werden, die man allerdings mit den Händen tragen und solange auf jegliche Schusswaffe verzichten muss. Die Spieler können nur eine Primärwaffe und ein Wurfgeschoss zur gleichen Zeit tragen.

### Hilfsmittel
Für den Kampf gegen die Horden gibt es zwei nützliche Hilfsmittel:
Verbandszeug für die dauerhafte und eine Dose Schmerztabletten für eine vorübergehende Heilung.
Diese Hilfsmittel sind nur am Startpunkt (Saferoom) sowie zufällig verteilt an bestimmten Stellen im Level zu finden, weshalb man sich genau überlegen sollte, wann man diese nutzt.
Pillen kann man an Mitspieler weitergeben, wenn sie sie benötigen, und mit dem Verbandzeug kann man sich entweder selbst heilen oder einen Teamkollegen verarzten.
Das Verbandszeug ist auch das einzige Hilfsmittel, das einen stark verwundeten Spieler so weit heilen kann, dass er eine erneute Überwältigung überstehen kann.
Viele Spieler verzichten wegen der wenigen Verbandspäckchen meist darauf, Bots zu verarzten, solange diese nicht wichtig für den Fortschritt im Levelabschnitt sind; die Bots hingegen erkennen den Zustand des Spielers und nutzen vorhandene Verbandspäckchen oder Pillen, um dem Spieler zu helfen.

### Spielprinzip
Die Spieler gehen als geschlossene Gruppe durch ein Szenario, welches im Spiel in sogenannte Filme unterteilt ist; jeder der vier mitgelieferten Filme besteht dabei aus fünf Leveln. Die Gruppe wird auf ihrem Weg von unterschiedlichen Arten Zombies angegriffen und muss sich gemeinsam gegen diese verteidigen. Eine aufeinander abgestimmte Taktik und gegenseitige Unterstützung sind erforderlich, um das Spiel zu gewinnen.
Das Spiel bietet die Möglichkeit, sowohl in einer Gruppe von bis zu vier Spielern zusammen, als auch mit Bots im Singleplayer-Modus zu spielen.
Im Versus-Modus besteht die Möglichkeit, mit acht Spielern zu spielen. Vier davon übernehmen dabei die Rolle der Überlebenden, die anderen vier spielen auf der Seite der Infizierten.
Storyline, Effekte und Musikuntermalung sind vom Kino inspiriert, um das Gefühl zu verstärken, „in einem Zombie-Film zu sein“. So trägt beispielsweise ein regulierbarer Filmkörnungs-Effekt zu dieser Atmosphäre bei. Des Weiteren läuft nach einer Kampagne ein Abspann, in dem einige Fakten (Medikamentengebrauch, Kopfschüsse, Trefferquote usw.) aufgegriffen werden. Am Ende steht jedoch immer, dass X Zombies bei diesem Film ums Leben gekommen sind, um das Zombiefilmgefühl zu verstärken.

### Erfolge
Das Spiel ist mit dem Erfolge-System von Steam ausgestattet. Spieler erhalten für ihre Taten im Spiel – egal ob als Infizierte oder Überlebende – Erfolge zugesprochen. Diese Titel können auf ihrer Profilseite der Steamcommunity angeschaut werden.

### AI-Director
Der AI-Director sorgt dafür, dass Zombies, Waffen und Ausrüstungsgegenstände an jeweils unterschiedlichen Stellen im Spiel platziert werden, sodass sich Teile des Spielverlaufs in jedem Durchlauf unterscheiden. Ihre Anzahl ist zudem von der Ausrüstungsstärke und Gesundheit der Spieler abhängig. So werden einer angeschlagenen schwachen Einheit weniger Gegner entgegengesetzt als einer gesunden, voll ausgestatteten Truppe.

### Versus-Modus
Im Versus-Modus können bis zu acht Spieler an einem Spiel teilnehmen. Dabei treten jeweils zwei Vierer-Teams gegeneinander an. Ein Team übernimmt dabei die Rolle der Überlebenden, das andere spielt in der Rolle der besonderen Infizierten. Nach Beendigung der Runde werden die Teams getauscht.
Im Gegensatz zu den Überlebenden, die beim Austreten eines Spielers, durch einen Bot (Computerspieler) wieder aufgestockt werden, werden die besonderen Infizierten nicht vom PC übernommen. Das heißt im Klartext, tritt ein Spieler auf Seiten der Infizierten aus, sind nur noch drei im Spiel. Hierbei verkürzt sich jedoch die Respawnzeit (nach dem Tod muss der Spieler ca. 20 Sekunden warten, bis er spawnt) entsprechend.

### Survival-Modus
Am 22. April 2009 erschien das Survival-Pack für Left 4 Dead, welches diesen neuen Spielmodus beinhaltet. Im Survival-Modus geht es darum, als Überlebender so lange wie möglich gegen nicht enden wollende Wellen von Infizierten zu überleben. Erreicht er bestimmte Zeiten, winken dem Spieler Medaillen (Bronze für 4 Minuten, Silber für 7 und Gold für 10). Die Besonderheit an diesem Modus im Vergleich zu den Crescendo-Events und den Finalen der normalen Kampagnen ist, dass hier auch mehr Boss-Zombies vorhanden sind (zum Beispiel erscheinen mehrere Tanks auf einmal).

### Unterschiede der PC- und Xbox-360-Version
Die Left-4-Dead-Version für die Xbox 360 bietet die Möglichkeit, via Split-Screen oder SystemLink mit mehreren Personen gleichzeitig zusammen zu spielen. Der Split-Screen-Modus ist auch in der PC-Version als inoffizielle Funktion enthalten.

### Geschnittene Version
Um eine mögliche Indizierung des Spiels durch die BPjM zu verhindern, arbeitete Valve eng mit der USK zusammen. Dabei wurde das Abschießen von Gliedmaßen und Köpfen entfernt, und Zombies verschwinden in Sekunden, nachdem sie tödlich getroffen wurden. Die deutsche Xbox-360-Version wurde aufgrund der früheren Fertigstellung noch mit grünem Blut versehen. Darüber hinaus ist auch das Cover des Spiels geändert worden, so dass der Daumen der linken Hand vollständig vorhanden ist, anstatt abgerissen, wie es im Original der Fall ist. Die ungeschnittenen und die geschnittenen Versionen sind untereinander voll kompatibel.
In Österreich und der Schweiz ist eine ungeschnittene deutschsprachige Version erhältlich. Das Cover dieser Version ist ebenfalls mit der Originalversion identisch; statt des USK-Siegels ist das PEGI-Siegel (18+) aufgedruckt. Diese Version war in Deutschland indiziert und wurde kurze Zeit nach Veröffentlichung vorläufig auf Liste B der jugendgefährdenden Medien mit aufgenommen. Im April 2021 erfolgte die vorzeitige Aufhebung der Indizierung.
Des Weiteren wird das Spiel im europäischen Ausland als Multi-Language-Version vertrieben, so dass jedes Spiel, welches in Europa verkauft wird, im Prinzip auch eine ungeschnittene deutsche Version darstellt.

### Ungeschnittene Version
Nach Aufhebung der Indizierung wurde die ungeschnittene Version am 7. Juni 2021 auf Steam in Deutschland veröffentlicht. Spieler, die bereits eine geschnittene Fassung besitzen, können diese durch eine ungeschnittene ersetzen.

## Entwicklung
Left 4 Dead wurde zunächst vom Valve nahestehenden Entwicklerteam Turtle Rock Studios entwickelt, welches zuvor die Counter-Strike:-Source-Bots entwickelt hatte. Das Team erkannte laut eigenen Angaben bei der Entwicklung der Bots, dass es unterhaltsam sein kann, sich im Team gegen mit Messern bewaffnete Bots zu verteidigen, so dass schnell die Idee geboren wurde, ein Spiel zu entwickeln, in dem „Team gegen Horde“ gespielt werden sollte. Das Spiel war seit 2006 in Entwicklung, im Januar 2008 übernahm Valve die Turtle Rock Studios und half bei der Fertigstellung mit.

## Verkaufszahlen
Nach Angaben der US-amerikanischen Website Shacknews.com verkaufte sich die PC- und Xbox-360-Version des Spiels in den ersten anderthalb Monaten insgesamt 1,8 Millionen Mal. Diese Zahl beziehe sich nach Herstellerangaben jedoch nur auf die Retail-Verkäufe durch Electronic Arts und enthalte nicht die Verkäufe in der Gemeinschaft Unabhängiger Staaten (GUS), in welcher das Spiel von Akella vertrieben wird. Die Verkäufe über die herstellereigene Vertriebsplattform Steam sind nicht bekannt. Im Juni 2009 spricht Gabe Newell von über 3 Millionen Left-4-Dead-Kunden, ob sich dies auf die Steam- oder Retailverkäufe bzw. die Summe aller verkauften Einheiten bezieht geht aus dem Statement nicht hervor.

## Demo
Am 6. November veröffentlichte Valve für Windows und Xbox 360 eine Vorab-Demoversion, an der nur Vorbesteller des Spiels und Gewinner in diversen Gewinnspielen teilnehmen durften. Am 11. November wurde die Demo dann für sämtliche Interessenten zugänglich gemacht; zum Release am 18. November wurde die Demo abgeschaltet.
Die Demo-Version enthielt den vollständigen ersten Level sowie den zweiten Level bis zum Crescendo-Event aus dem Film No Mercy und war bereits im Koop-Modus online spielbar. Der Versus-Modus war nicht integriert. Valve nutze die Beta-Phase, um letzte Fehlerkorrekturen an Steam sowie dem Spiel selbst durchzuführen.

## Wertungen
Left 4 Dead erhielt in den Computerzeitschriften durchgängig Bewertungen zwischen 87 % und 90 %. GameStar bezeichnete das Spiel in seiner Ausgabe 01/2009 als „unverschämt kurz“ aber mit einem „hohen Wiederspielwert“. Auch PC Games empfiehlt in (Ausgabe 01/2009) „die Entwickler [sollten] schnell nachlegen; vier Kampagnen sind zu wenig, um über Monate zu fesseln.“ bestätigt aber „Valve leistet sich keine Fehler“.

## Custom-Maps
Vor einiger Zeit implementierte Valve die Möglichkeit, selbst erstellte Karten, sogenannte „Custom-Maps“ zu kreieren und zu spielen. Diese Mod wurde schon seit geraumer Zeit erwartet und schon nach kurzer Zeit befanden sich viele Maps im Umlauf. Mithilfe dieser Mod können eigene Kampagnen, Survival, und Versus-Karten erstellt werden, sowie eigene Modi ausgearbeitet werden.

## Left 4 Dead 2
Valve kündigte auf der E3 den zweiten Teil „Left 4 Dead 2“ für den 17. November 2009 an und hielt diesen Termin auch entsprechend ein. Die Fortsetzung enthält neue Waffen und Gegner und spielt vorwiegend im Süden der Vereinigten Staaten. Anders als ursprünglich erwartet, wird keine Version für die PlayStation 3 erscheinen.
Kunden, die das Sequel über die Distributionsplattform Steam vorbestellt haben, konnten die Demo bereits ab dem 27. Oktober 2009 spielen. Zudem erhielten sie im Spiel exklusiv einen Baseballschläger als Nahkampfwaffe. Allen anderen stand die Demo nur vom 3. November (zwei Wochen vor dem Erscheinen des Spiels) bis Ende November zur Verfügung.

## Synchronisation
| Figur   | Sprecher             |
| ------- | -------------------- |
| Francis | Holger Löwenberg     |
| Zoey    | Carina De Jesus      |
| Louis   | Robert Poerschke     |
| Bill    | Klaus-Dieter Klebsch |

Quellen